# Беккер, Шералдо
Шералдо Рюди Беккер (нидерл. Sheraldo Rudi Becker, род. 9 февраля 1995, Амстердам, Нидерланды) — суринамский и нидерландский футболист, нападающий испанского клуба «Реал Сосьедад» и сборной Суринама.
Представлял юношеские и молодёжные сборные Нидерландов разных возрастов.

## Клубная карьера
Воспитанник академии амстердамского «Аякса». В академии занимался с 2004 по 2013 годы. 6 июня 2011 года стало известно, что Беккер подписал профессиональный контракт с клубом до 30 июня 2014 года. Сезон 2013/14 Беккер начал в составе команды до 19 лет, за которую он сыграл пять матчей в групповом этапе Юношеской лиги УЕФА. 14 октября 2013 года Беккер дебютировал в Эрстедивизи в составе фарм-клуба «Йонг Аякс» в матче против «Фортуны». 28 февраля 2014 года Беккер забил свой первый профессиональный гол в матче против «Ден Босх». В мае 2014 года главный тренер Франк де Бур пригласил Беккера в первый состав для участия в двух товарищеских матчах с индонезийскими клубами «Персия Джакарта» и «Персиб Бандунг».
3 июля 2014 года «Аякс» объявил о подписании нового, улучшенного контракта с Беккером, который действует до 30 июня 2017 года. В начале 2015 года появилась информация о том, что Беккер может уйти в аренду с целью получения игрового времени.
4 января 2015 года Беккер на правах аренды перешёл в ПЕК Зволле до конца сезона. Дебютировал в клубе 17 января 2015 года в матче против «НАК Бреда», где Беккер на 70-й минуте заменил Райана Томаса и сделал голевую передачу Бену Ринстра. Свой первый гол за «Зволле» Беккер забил 4 февраля 2015 года в матче против «Дортрехта». В июне 2015 года «Аякс» и «Зволле» договорились о продлении срока аренды Беккера до конца сезона 2015/16. В августе 2016 года Шералдо перешёл в АДО Ден Хааг, подписав с клубом трёхлетний контракт.
27 июня 2019 года подписал трёхлетний контракт с немецким клубом «Унион».
18 января 2024 года перешёл в испанский «Реал Сосьедад»,подписав контракт на два с половиной года.Дебютировал за клуб 23 января 2024 года в матче 1/4 финала Кубка Испании против «Сельты» (2:1), отличившись на 66-й минуте.

## Международная карьера
Беккер родился в Нидерландах в семье суринамцев. Согласно законодательству Суринама против двойного гражданства, футболисты с нидерландским паспортом не имеют права выступать за сборную Суринама. В связи с этим Беккер представлял юниорские сборные Нидерландов разных возрастов. 28 октября 2010 года Беккер дебютировал в сборной до 16 лет в матче 12-го Турнира Валь-де-Марн против сборной Португалии. Свой первый гол за сборную до 16 лет Беккер забил 6 февраля 2011 года в матче Международного молодёжного турнира против сборной Израиля. Нидерландцы выиграли этот матч со счётом 4:1.
16 сентября 2011 года Беккер дебютировал в составе сборной до 17 лет в матче турнира Vier Nationen Turnier против юношеской сборной Италии в Германии. Свой первый гол за сборную до 17 лет Беккер забил в матче XXXV Международного турнира в Алгарве против сборной Англии. 11 сентября 2012 года Беккер забил один гол за сборную до 18 лет в товарищеском матче против сборной США. 26 февраля 2014 года Беккер был вызван в сборную до 19 лет для участия в товарищеском матче против сборной Испании. 4 сентября 2014 года Беккер дебютировал за сборную до 20 лет в матче против сборной Чехии.
За сборную Суринама Беккер дебютировал 4 июня 2021 года в матче квалификации чемпионата мира 2022 против сборной Бермуд, оформив дубль. Был включён в состав сборной на Золотой кубок КОНКАКАФ 2021.

## Достижения
ПЕК Зволле
- Финалист Кубка Нидерландов: 2014/15

## Статистика выступлений
| Клуб             | Лига             | Сезон            | Лига | Лига | Кубок | Кубок | Европейские кубки | Европейские кубки | Прочие | Прочие | Итого | Итого |
| Клуб             | Лига             | Сезон            | Игры | Голы | Игры  | Голы  | Игры              | Голы              | Игры   | Голы   | Игры  | Голы  |
| ---------------- | ---------------- | ---------------- | ---- | ---- | ----- | ----- | ----------------- | ----------------- | ------ | ------ | ----- | ----- |
| → Йонг Аякс      | Эрстедивизи      | 2013/14          | 14   | 1    | —     | —     | —                 | —                 | —      | —      | 14    | 1     |
| → Йонг Аякс      | Эрстедивизи      | 2014/15          | 16   | 4    | —     | —     | —                 | —                 | —      | —      | 16    | 4     |
| → Йонг Аякс      | Итого            | Итого            | 30   | 5    | —     | —     | —                 | —                 | —      | —      | 30    | 5     |
| → ПЕК Зволле     | Эредивизи        | 2014/15          | 9    | 1    | 2     | 0     | —                 | —                 | 1      | 0      | 12    | 1     |
| → ПЕК Зволле     | Эредивизи        | 2015/16          | 23   | 4    | 1     | 0     | —                 | —                 | 2      | 0      | 26    | 4     |
| → ПЕК Зволле     | Итого            | Итого            | 32   | 5    | 3     | 0     | —                 | —                 | 3      | 0      | 38    | 5     |
| АДО Ден Хааг     | Эредивизи        | 2016/17          | 28   | 3    | 3     | 0     | —                 | —                 | —      | —      | 31    | 3     |
| АДО Ден Хааг     | Эредивизи        | 2017/18          | 27   | 2    | 0     | 0     | —                 | —                 | 2      | 0      | 29    | 2     |
| АДО Ден Хааг     | Эредивизи        | 2018/19          | 33   | 7    | 2     | 1     | —                 | —                 | —      | —      | 35    | 8     |
| АДО Ден Хааг     | Итого            | Итого            | 88   | 12   | 5     | 1     | —                 | —                 | 2      | 0      | 95    | 13    |
| Унион            | Бундеслига       | 2019/20          | 13   | 0    | 1     | 0     | —                 | —                 | —      | —      | 14    | 0     |
| Унион            | Бундеслига       | 2020/21          | 18   | 3    | 2     | 0     | —                 | —                 | —      | —      | 20    | 3     |
| Унион            | Бундеслига       | 2021/22          | 28   | 4    | 4     | 2     | 8                 | 0                 | —      | —      | 40    | 6     |
| Унион            | Бундеслига       | 2022/23          | 34   | 11   | 4     | 0     | 10                | 1                 | —      | —      | 48    | 12    |
| Унион            | Бундеслига       | 2023/24          | 11   | 0    | 2     | 1     | 5                 | 2                 | —      | —      | 18    | 3     |
| Унион            | Итого            | Итого            | 104  | 18   | 13    | 3     | 23                | 3                 | —      | —      | 140   | 24    |
| Реал Сосьедад    | Ла Лига          | 2023/24          | 15   | 2    | 2     | 1     | 1                 | 0                 | —      | —      | 18    | 3     |
| Реал Сосьедад    | Ла Лига          | 2024/25          | 19   | 2    | 3     | 0     | 7                 | 1                 | —      | —      | 29    | 3     |
| Реал Сосьедад    | Итого            | Итого            | 34   | 4    | 5     | 1     | 8                 | 1                 | —      | —      | 47    | 6     |
| Всего за карьеру | Всего за карьеру | Всего за карьеру | 288  | 44   | 26    | 5     | 31                | 4                 | 5      | 0      | 350   | 53    |